# Carex prairea
Carex prairea är en halvgräsart som beskrevs av Chester Dewey och Alphonso Wood. Carex prairea ingår i släktet starrar, och familjen halvgräs. Inga underarter finns listade i Catalogue of Life.